# Mauro Gioia
Pour les articles homonymes, voir Gioia.
Mauro Gioia (né en 1966 à Sesto San Giovanni, dans la province de Milan en Lombardie) est un chanteur et un comédien italien. Bien que né près de Milan, il a vécu à partir de 4 ans à Naples et se considère napolitain.

## Biographie
Après avoir constitué un groupe de rock tout en passant un diplôme de décorateur aux Beaux-Arts, Mauro Gioia crée en 1992 un spectacle, PiedigrottaGioia, en hommage aux auteurs napolitains, avec quatre musiciens, en même temps comédiens et instrumentistes. Il rédige aussi « un immense Manifeste du futurisme chantant qu'il distribue partout où il passe ». Le spectacle est ensuite adapté en disque, avec outre des chansons napolitaines une reprise de Tarentelle de Tino Rossi.
En 1993, c'est au festival Les Allumés de Nantes, consacré cette année-là à Naples, que Mauro Gioia présente Piedigrottagioia. Le Monde l'évoquera en 2008 comme « un spectacle de cabaret, de bel canto, manifeste de surréalisme napolitain ».
En 2002, Mauro Gioia joue et chante en français dans la comédie musicale Concha Bonita, d'Alfredo Arias et René de Ceccatty, sur une musique de Nicola Piovani, au côté notamment de Catherine Ringer qui tient le rôle-titre. 

### Reprise des chansons de Nino Rota
Mauro Gioia travaille ensuite avec le compagnon de Catherine Ringer, l'autre moitié de leur groupe Les Rita Mitsouko, Fred Chichin, à la reprise de chansons de Nino Rota (disparu en 1979), compositeur attitré de Fellini. Ce travail aboutit à Rendez-vous chez Nino Rota, un disque sorti à l'automne 2008 chez Because Music. Fred Chichin, qui est mort en novembre 2007, « en a conçu les arrangements, en a discuté les formes vocales et choisi le producteur final, l'Américain Chris Shaw. » 
Le 12 juin 2008, Mauro Gioia crée sur scène à Naples au théâtre Diana une version scénique, pour le Napoli Teatro Festival Italia. Il est alors convié pour la Fête de la musique en France, qui a pour thématique 2008 "musique et cinéma", à jouer dans les jardins du Palais-Royal, le 21 juin. Ce qu'il fait, en compagnie de Catherine Ringer et d'un septuor.
Fin 2008 est paru Rendez-vous chez Nino Rota. Sur ce disque, Mauro Gioia chante avec Catherine Ringer ainsi que la chanteuse espagnole Martirio, la Portugaise Maria de Medeiros, l'Allemande Ute Lemper, l'Écossaise Sharleen Spiteri (chanteuse de Texas), l'Argentine Susana Rinaldi et la Brésilienne Adriana Calcanhotto.